# 30289 Richardcarlson
30289 Richardcarlson è un asteroide della fascia principale. Scoperto nel 2000, presenta un'orbita caratterizzata da un semiasse maggiore pari a 2,320912 UA e da un'eccentricità di 0,083370, inclinata di 5,149789° rispetto all'eclittica. Ha un diametro di	1,787 km.